# Il mondo alla rovescia
Il mondo alla rovescia (deutsch: Die verkehrte Welt) ist ein Dramma giocoso in zwei Akten von Antonio Salieri auf einen Text von Caterino Mazzolà.

## Werkgeschichte

Giacomo Rust: L’isola capricciosa. Titelblatt des Librettos, Venedig 1780

Salieri hatte die Komposition dieser Oper bereits 1779 unter dem Titel L’isola capricciosa für Venedig in Angriff genommen, durch den plötzlichen Tod des dortigen Impresarios kam das Projekt aber nicht zustande. Das Libretto wurde schließlich von Giacomo Rust vertont und in der Karnevalsaison 1780 am dortigen Teatro San Samuele aufgeführt.
Nachdem der Librettist Mazzolà 1792 nach Wien berufen worden war, besann sich Salieri der früheren Zusammenarbeit und vollendete die Oper. Ob und wenn ja, in welchem Maße Salieri bereits fertiggestellte Arien und Skizzen der früheren Version zur Komposition heranzog, ist heute nicht mehr im Detail nachvollziehbar, doch weisen manche Musiknummern eine sehr viel einfachere Faktur auf, als sie bei Salieri in den 1790er Jahren üblich gewesen ist.
Titel und Sujet entlehnte Mazzolà Carlo Goldonis Libretto für die Oper Il mondo alla roversa von Baldassare Galuppi (1750). Die beiden Libretti haben sonst allerdings nichts gemeinsam.
Die von Salieri zu dieser Oper herangezogene Ouvertüre fußt zum Großteil auf jener zu Salieris früher Ballettoper Don Chisciotte alle nozze di Gamace (1770/71). Sie wurde auch als alternatives Vorspiel zu Salieris später Opera comica L’Angiolina (1800) verwendet.
Die Uraufführung erfolgte am 13. Januar 1795 im Wiener Burgtheater. Die ersten modernen, allerdings stark gekürzten Wiederaufführungen fanden im November 2009 in Salieris Heimatstadt Legnago und in Verona statt. Ihre deutschsprachige Erstaufführung erlebte die Oper im Juli 2010 in der Neuburger Kammeroper.